# Gstaad
Gstaad (AFI: [ˈkʃtaːd̥]) es una localidad y estación invernal suiza, ubicada en el distrito administrativo de Obersimmental-Saanen en el cantón de Berna; la localidad pertenece a la comuna de Saanen. 
El lugar es conocido como un gran destino turístico invernal, es junto con San Moritz, Zermatt y Klosters/Davos, uno de los sitios más exclusivos de Suiza, pues estrellas de fama mundial y algunos personajes de la realeza europea pasan sus vacaciones aquí. 

## Deporte
En la ciudad se celebran cada año el Torneo de Gstaad y el Torneo WTA de Gstaad de tenis masculino y femenino, respectivamente.

### Torneos
- Allianz Swiss Open Gstaad
- Menuhin Festival Gstaad
- Country Night Gstaad
- Polo Silver Cup Gstaad
- Gstaad Promenade Party

- Datos: Q37149
- Multimedia: Gstaad / Q37149